# CA Alto Perú
Der Club Atlético Alto Perú, kurz Alto Perú, ist ein Fußballverein aus Montevideo in Uruguay. 

## Geschichte
Atlético Alto Perú ist im montevideanischen Barrio Malvín Norte angesiedelt. Er wurde am 1. Mai 1940 gegründet. Die Gründung fand dabei durch eine Gruppe von Freunden, die in der Umgebung der Straßen Avenida Italia und Alto Perú wohnten, statt. Diesem Freundeskreis gehörten Domingo López, Fermín Rodriguez, Guillermo Carmichael, Jorge und Walter Pérez, die Brüder Pereyra, Camino Bonilla, Mario Frost, Camilo Bonilla Luis Panizza und Mario Rossini an. Anfangs trat die Mannschaft des Vereins, der seinen Vereinssitz nach der Gründung mehrfach wechselte und später bis 1982 in der Avenida Italia 4038 ansässig war, auf barrialer Ebene in Ligen wie der Liga El Diario, der Liga Rodelú und der Liga Malvín an.
Kurz nachdem man sich 1961 der AUF angeschlossen hatte, trat man in der Extra B an. Zwei Jahre später stieg man in die Extra A auf. Denselben Zeitraum brauchte es, um schließlich unter der Leitung des Trainers Néstor Carballo in die Divisional Intermedia zu gelangen. 1968 war man Meister dieser Dritten Liga, zum Jahr 1969 folgte somit der Aufstieg in die Primera B, die zweithöchste Spielklasse Uruguays. Dort debütierte man 1969 mit einem 2:2-Heim-Unentschieden gegen Rentistas, stieg jedoch im selben Jahr wieder ab. In der Copa Montevideo, an der die Teams der beiden höchsten uruguayischen Spielklassen teilnahmen, feierte man einen für den Verein bedeutenden 2:1-Sieg gegen Defensor.
Alto Perú entstammt unter anderem der heutige Nationaltrainer Uruguays Óscar Tabárez, aber auch einige andere bedeutende Spieler, wie etwa der vormalige, für Deportivo Táchira in Venezuela spielende Torhüter Francovic, Celso Otero oder auch Juan Carlos Pereyra gingen aus dem Klub hervor.
Die Mannschaft des Vereins spielt in der Drittklassigkeit in der Segunda División Amateur, die die Nachfolgeliga der Liga Metropolitana Amateur ist. Dort belegte man in der Clausura 2011 den 7. Platz.

## Erfolge
- Meister der Divisional Intermedia (1968)

## Ehemalige Trainer
- Victor Luzardo
- Rodolfo Ariel Sandoval